# Severius Jamil Hawa
Mor Severius Jamil Hawa (syrisch ܡܪܝ ܣܘܪܝܘܣ  ܔܡܝܠ ܚܐܘܐ; geboren als Jamil Hawa am 14. April 1931) ist ein irakischer syrisch-orthodoxer Geistlicher und Erzbischof der Erzdiözese Bagdad & Basra, welche fünf selbstständige Pfarreien enthält. Mit seinen 87 Jahren ist er der älteste noch amtierende syrisch-orthodoxe Bischof.
Nachdem Hawa seine monastische Profess ablegte, erfolgte seine Priesterweihe am 5. März 1955. 15 Jahre später, am 18. Oktober 1970, weihte ihn der damalige Patriarch Ignatius Jakob III. zum Bischof von Bagdad und Basra, Irak. Bei dieser Weihe nahm er gemäß der syrisch-orthodoxen Tradition, welche besagt, dass ein neu geweihter Bischof einen zusätzlichen Heiligennamen erhält, den Namen Severius an.
Nach dem Tod des Patriarchen Ignatius Zakka I. Iwas im März 2014 wählte die Synode ihn gemäß § 29 der Verfassung der Syrisch-Orthodoxen Kirche von Antiochien zum „locum tenens“, was bedeutet, dass er die Aufgaben des verstorbenen Patriarchen in der Zeit der Vakanz des Heiligen Stuhls übernahm. Er war ebenso derjenige, der die Ergebnisse der Patriarchenwahl (vgl.: Konklave) verkündete.